# Maxim Jurjewitsch Suschinski
Maxim Jurjewitsch Suschinski (russisch Максим Юрьевич Сушинский; * 1. Juli 1974 in Leningrad, Russische SFSR) ist ein russischer Eishockeyspieler, der zuletzt bei Fribourg-Gottéron in der National League A unter Vertrag stand.

## Karriere
Maxim Suschinski begann seine Karriere 1992 in der ersten russischen Liga bei SKA Sankt Petersburg. 1996 wechselte der Stürmer zum russischen Verein HK Awangard Omsk, wo er bis 2005 spielte und 2004 die russische Meisterschaft gewinnen konnte. Beim NHL Entry Draft 2000 wählten die Minnesota Wild ihn in der fünften Runde an der 132. Stelle aus. In der Saison 2000/01 absolvierte Suschinski 30 Spiele für Minnesota Wild und schoss dabei sieben Tore. 2005 wurde er vom russischen Erstligisten HK Dynamo Moskau für eine Spielzeit verpflichtet. Bei seinem nächsten Verein SKA Sankt Petersburg stand der Stürmer von 2006 bis 2011 unter Vertrag. Im Juli 2011 wechselte Suschinski zu Salawat Julajew Ufa. Dort wurde sein Vertrag im November 2011 nach sechs Toren und zehn Vorlagen in 25 Spielen aufgelöst, woraufhin er wenig später zum Ligakonkurrenten HK Metallurg Magnitogorsk wechselte. Für Metallurg absolvierte er in der Folge 35 KHL-Partien, ehe er den Verein nach Saisonende wieder verließ. Anschließend gab es Spekulationen um das Karriereende von Suschinski. Erst im Februar 2013 erhielt er einen Vertrag bis Saisonende bei Fribourg-Gottéron.
Seit 2018 ist Suschinski Präsident des HK Awangard Omsk.

### International
1994 spielte Suschinski mit den U20-Junioren der russischen Föderation bei den Junioren-Weltmeisterschaften und gewann die Bronzemedaille. Ab 1999 nahm er regelmäßig mit der russischen Nationalmannschaft an Weltmeisterschaften teil. Zudem gehörte er den dem russischen Kader für die Olympischen Winterspiele 2006 an, wobei er in acht Spielen zwei Tore und drei Assists für sich verbuchen konnte. 2008 wurde er mit Russland Weltmeister.

## Erfolge und Auszeichnungen
| - 2000 Superliga All-Star-Team - 2002 Topscorer der Superliga - 2002 Topscorer der Superliga-Playoffs - 2004 Russischer Meister mit dem HK Awangard Omsk - 2004 Topscorer der Superliga - 2005 Topscorer der Superliga - 2005 IIHF-European-Champions-Cup-Gewinn mit dem HK Awangard Omsk | - 2005 Topscorer des IIHF European Champions Cup - 2006 IIHF-European-Champions-Cup-Gewinn mit dem HK Dynamo Moskau - 2009 KHL All-Star Game - 2009 KHL-Stürmer des Monats November - 2010 KHL All-Star Game - 2010 Spengler-Cup-Gewinn mit dem SKA Sankt Petersburg - 2011 KHL All-Star Game |

### International
- 1994 Bronzemedaille bei der Junioren-Weltmeisterschaft
- 2002 Silbermedaille bei der Weltmeisterschaft
- 2008 Goldmedaille bei der Weltmeisterschaft
- 2010 Silbermedaille bei der Weltmeisterschaft

## Karrierestatistik

### International
Vertrat Russland bei:
| - Junioren-Weltmeisterschaft 1994 - Weltmeisterschaft 1999 - Weltmeisterschaft 2000 - Weltmeisterschaft 2002 - Weltmeisterschaft 2004 | - Olympischen Winterspielen 2006 - Weltmeisterschaft 2006 - Weltmeisterschaft 2008 - Weltmeisterschaft 2010 |

(Legende zur Spielerstatistik: Sp oder GP = absolvierte Spiele; T oder G = erzielte Tore; V oder A = erzielte Assists; Pkt oder Pts = erzielte Scorerpunkte; SM oder PIM = erhaltene Strafminuten; +/− = Plus/Minus-Bilanz; PP = erzielte Überzahltore; SH = erzielte Unterzahltore; GW = erzielte Siegtore; 1 Play-downs/Relegation; Kursiv: Statistik nicht vollständig)